# Henri de Legge
Henri, comte de Legge (29 juin 1836, Rennes - 3 janvier 1902, château de Kerriou (Gouézec)), est un militaire et homme politique français.

## Biographie
D'une ancienne famille noble d'origine anglo-saxonne, fixée en Bretagne depuis 1668, il suivit la carrière militaire. Engagé volontaire en 1853, il conquit rapidement le grade d'officier et fit en cette qualité la campagne d'Italie (1859) au 1er lanciers. En 1863, il donna sa démission pour se marier, et s'occupa d'agriculture dans son département. 
Etranger à la politique jusqu'à la fin de l'Empire, il avait pris part, comme commandant du 3e bataillon des mobiles du Finistère, à la défense de Paris, et notamment à la reprise de l'Hôtel de ville le 31 octobre 1870, lorsqu'il se présenta aux élections du 8 février 1871 pour l'Assemblée nationale. Il fut élu représentant du Finistère, siégea à l'extrême droite et vota avec les conservateurs monarchistes. 
Il se représenta sans succès, le 20 février 1876, dans la 2e circonscription de Châteaulin, et ne rentra à la Chambre des députés que le 4 octobre 1885, porté sur la liste conservatrice du Finistère. Il reprit sa place à droite, et combattit successivement tous les ministères républicains de la législature.
Il avait été conseiller général du canton de Pleyben de 1872 à 1886 et maire de Gouézec. Il était aussi propriétaire des ardoisières de Gouézec.
Il épousa en 1863 Marie-Alexandrine-Émilie Le Riche de la Popelinière de Breuilpont dont il eut deux enfants, l'un, Henri Louis Joseph Marie de Legge, fut maire de Gouézec de 1902 à 1922 et l'autre épousa le vicomte Samuel Menjot d'Elbenne.